# نوردوئک
نوردوئک (به هلندی: Noordwijk) یک منطقهٔ مسکونی در هلند است که در ماروم واقع شده‌است. نوردوئک ۰٫۳۶ کیلومتر مربع مساحت و ۲۲۰ نفر جمعیت دارد.